# 川瀬正明
川瀬 正明（かわせ まさあき、1947年 - ）は、日本の工学者。工学博士（北海道大学）。専門は光通信工学。元公立千歳科学技術大学理事長兼学長。

## 来歴
北海道出身。1970年、北海道大学工学部電気工学科卒業。1972年、北海道大学大学院工学研究科電気工学専攻修士課程修了。1972年、日本電信電話公社入社。1991年、NTTフィールドシステム研究開発センター光通信線路研究部部長。1991年、「加入者光線路構成技術の研究」により北海道大学より工学博士を取得。1994年、NTT基礎研究所研究企画部部長。1996年、NTTサービス運営部技術協力センター所長。1999年、千歳科学技術大学光科学部教授。2006年、千歳科学技術大学大学院光科学研究科科長。2008年、千歳科学技術大学総合光科学部長。
2010年、千歳科学技術大学学長に就任。

## 受賞歴
- 逓信協会前島賞（1995年）
- 科学技術庁長官賞（1997年）
- 電子情報通信学会業績賞（2003年）
- 紫綬褒章（2007年）[3]

## 著書
- 『光アクセス方式 (マルチメディアネットワークシリーズ)』（共著、オーム社、1993年）
- 『光ファイバ実用マニュアル (JIS使い方シリーズ)』（日本規格協会、1994年）